# Badpaviljoen (Hindeloopen)
Het Badpaviljoen in de Friese stad Hindeloopen is een monumentaal gebouw, dat in de jaren 1913/1914 werd gebouwd aan de toenmalige Zuiderzeedijk tussen Hindeloopen en Stavoren.

## Beschrijving
In 1912 werd er nabij Hindeloopen een houten badpaviljoen gebouwd om te voldoen aan de stijgende behoefte in die jaren naar plaatsen om te kunnen recreëren in de vrije natuur. Die vraag naar ruimte bleek dermate groot te zijn, dat de Badvereeniging Hindeloopen al het jaar daarna de opdracht gaf tot de bouw van een nieuw badpaviljoen. Het gebouw aan de vroegere Zuiderzeedijk wordt gekenmerkt door elementen uit de art nouveau. De betonnen constructie van het gebouw bestaat uit meerdere blokken waarbij op het bovenste blok vier hoektorentjes zijn geplaatst met een tentdak. Het pand is onder meer vanwege zijn uniciteit erkend als rijksmonument, maar wordt door leegstand bedreigd. In 2010 stelde Gedeputeerde Staten van Friesland € 136.000 beschikbaar voor spoedeisende reparaties aan het pand. Sinds februari 2021 is het bouwwerk in het bezit van Europarks, dat in juni 2023 werd veroordeeld tot het betalen van een dwangsom wegens het uitblijven van overeengekomen onderhoud.
Aan de oostzijde van de dijk loopt de Westervaart.

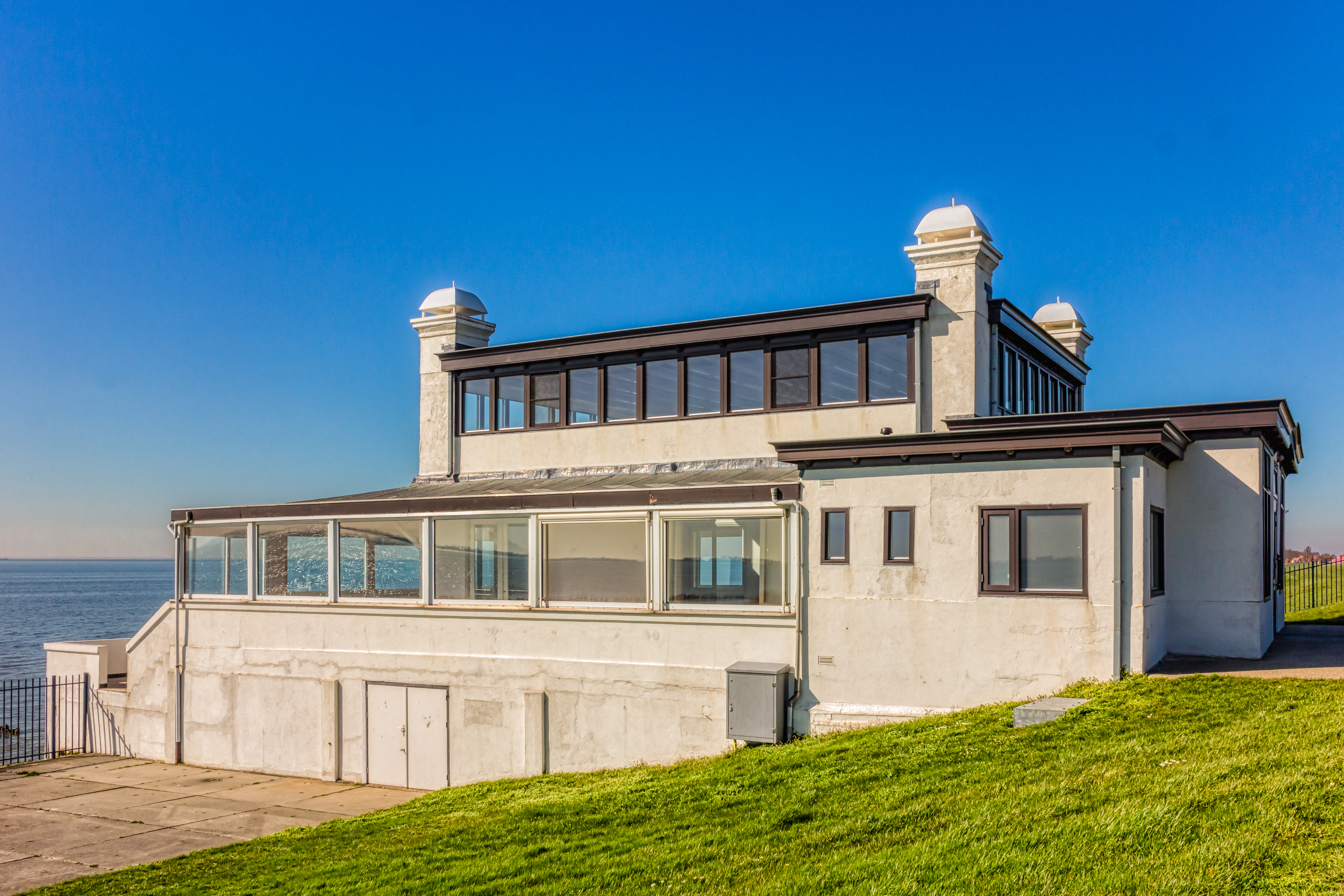
Leegstaand pand (2021)
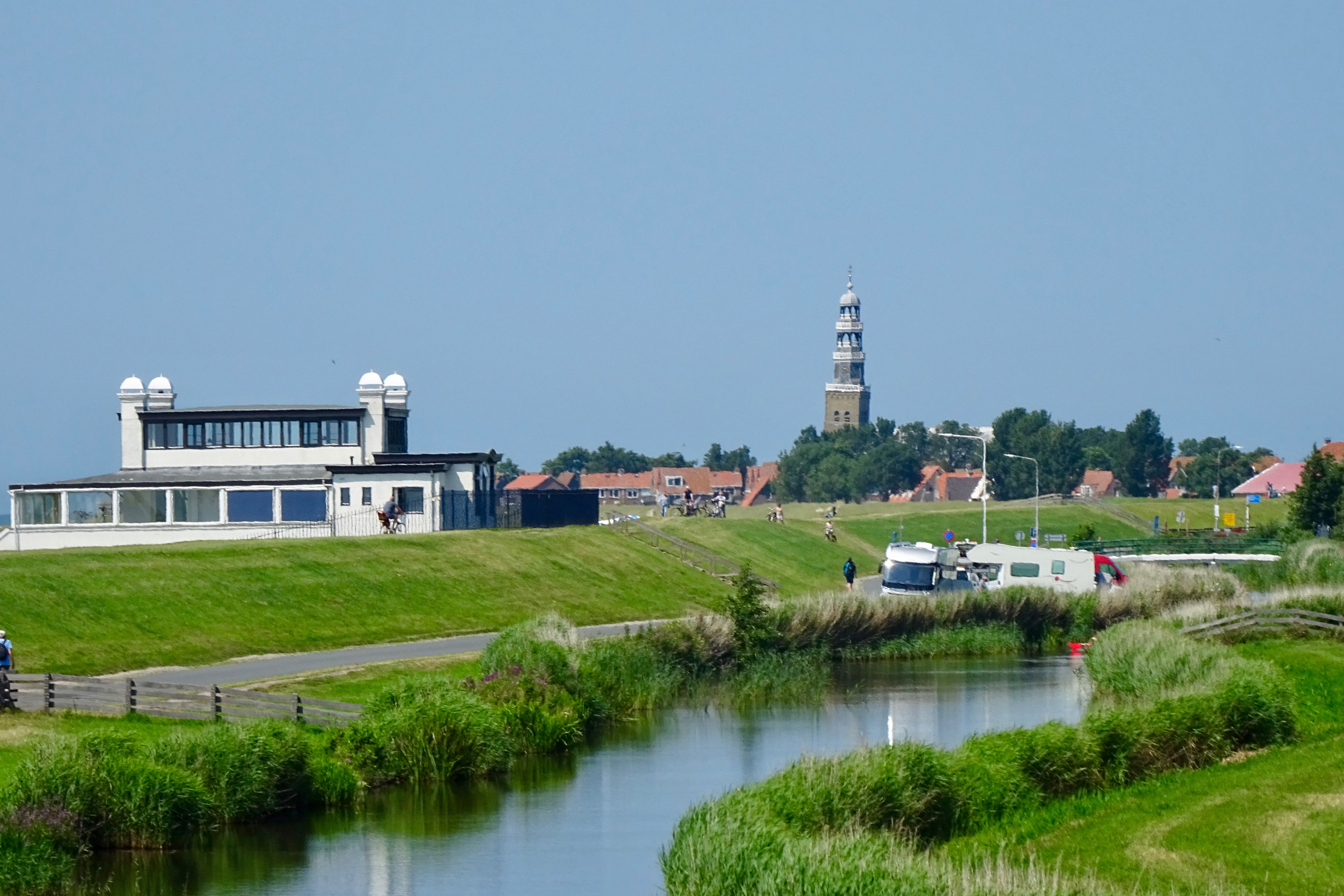
Badpaviljoen en de Westervaart